# Aricioaia
Aricioaia – wieś w Rumunii, w okręgu Vâlcea, w gminie Șirineasa. W 2011 roku liczyła 54 mieszkańców.